# Josef Hopmann
Josef Hopmann (* 22. Dezember 1890 in Berlin; † 11. Oktober 1975 in Bonn) war ein Astronom.
Er arbeitete als Astronom in Bonn, wo er sich 1920 habilitierte. 1930 wurde er ordentlicher Professor für Astronomie an der Universität Leipzig. An der Universität Wien übernahm er 1951 die Leitung des Instituts und der Universitätssternwarte Wien. Von 1932 bis 1954 war er ordentliches Mitglied der Sächsischen Akademie der Wissenschaften.
Seine Forschungstätigkeit lag unter anderem auf den Gebieten Sternhaufen, Fixstern-Parallaxen, Astrometrie und Doppelsterne, sowie Profilmessungen und Höhenbestimmungen auf dem Erdmond. Er führte sie auch nach seiner Emeritierung 1961 intensiv weiter und publizierte bis zu seinem Ableben 1975.
Der 90 km große Krater Hopmann auf der Mondrückseite trägt Hopmanns Namen. Ferner wurde auch der Asteroid (1985) Hopmann nach ihm benannt.
Hopmann zählt zu den wenigen Sternforschern, die auch populäre Darstellungen verfasst haben.